# Ylimmäinen Kivijärvi
Ylimmäinen Kivijärvi, Keskimmäinen Kivijärvi och Kivijärvi eller Kivijärvet är sjöar i Finland. De ligger i kommunen Enare i landskapet Lappland, i den norra delen av landet, 1 000 km norr om huvudstaden Helsingfors. Kivijärvet ligger 182,1 meter över havet. Arean är 25,5 hektar och strandlinjen är 3,34 kilometer lång. Sjön  ingår i Pasvik älvs huvudavrinningsområde. 